# 東中本
東中本（ひがしなかもと）は、大阪府大阪市東成区にある町名。現行行政地名は東中本一丁目から東中本三丁目。

## 地理
東成区の北部に位置し、東に東今里、西に中本、南に大今里、北に城東区東中浜と接している。

## 歴史
南端近くにある楠神社の愛称で親しまれている八王子神社御旅所の樹齢1300年の楠の大木には、明治の大洪水の際、流された人がその楠に掴って助かったとの伝説がある。

## 世帯数と人口
2019年（平成31年）3月31日現在の世帯数と人口は以下の通りである。
| 丁目         | 世帯数    | 人口    |
| ------------ | --------- | ------- |
| 東中本一丁目 | 506世帯   | 855人   |
| 東中本二丁目 | 1,209世帯 | 2,086人 |
| 東中本三丁目 | 1,052世帯 | 2,027人 |
| 計           | 2,767世帯 | 4,968人 |

### 人口の変遷
国勢調査による人口の推移。
| 1995年（平成7年）  | 4,888人 | [ 6 ]  |  |
| 2000年（平成12年） | 4,947人 | [ 7 ]  |  |
| 2005年（平成17年） | 4,966人 | [ 8 ]  |  |
| 2010年（平成22年） | 4,785人 | [ 9 ]  |  |
| 2015年（平成27年） | 4,775人 | [ 10 ] |  |

### 世帯数の変遷
国勢調査による世帯数の推移。
| 1995年（平成7年）  | 2,130世帯 | [ 6 ]  |  |
| 2000年（平成12年） | 2,199世帯 | [ 7 ]  |  |
| 2005年（平成17年） | 2,298世帯 | [ 8 ]  |  |
| 2010年（平成22年） | 2,260世帯 | [ 9 ]  |  |
| 2015年（平成27年） | 2,279世帯 | [ 10 ] |  |

## 学区
市立小・中学校に通う場合、学区は以下の通りとなる。なお、小学校・中学校入学時に学校選択制度を導入しており、通学区域以外に東成区の小学校・中学校から選択することも可能。
| 丁目         | 番・番地等 | 小学校               | 中学校             |
| ------------ | ---------- | -------------------- | ------------------ |
| 東中本一丁目 | 全域       | 大阪市立東中本小学校 | 大阪市立本庄中学校 |
| 東中本二丁目 | 全域       | 大阪市立東中本小学校 | 大阪市立本庄中学校 |
| 東中本三丁目 | 全域       | 大阪市立東中本小学校 | 大阪市立本庄中学校 |

## 事業所
2016年（平成28年）現在の経済センサス調査による事業所数と従業員数は以下の通りである。
| 丁目         | 事業所数  | 従業員数 |
| ------------ | --------- | -------- |
| 東中本一丁目 | 66事業所  | 484人    |
| 東中本二丁目 | 135事業所 | 1,431人  |
| 東中本三丁目 | 112事業所 | 977人    |
| 計           | 313事業所 | 2,892人  |

## 交通

### 鉄道
- 大阪市高速電気軌道
  - 中央線・今里筋線 緑橋駅

### 道路
- 中央大通
- 今里筋

## 施設
- 大阪市立本庄中学校
- 大阪市立東中本小学校
- 大阪市立東中本幼稚園
- 東成中本郵便局
- オルファ 本社
- ペンギンワックス 本社
- 大阪シティ信用金庫 東成支店
- ライフ 緑橋店
- 神路公園・神路運動場

## その他

### 日本郵便
- 〒537-0021[3]（集配局：東成郵便局[14]）